# Benzonatát
A benzonatát nem kábító hatású köhögéscsillapító gyógyszer. Megfázás, tüdőgyulladás, hörghurut, krónikus obstruktív légúti betegség, asztma ellen alkalmazzák.
Az FDA 1958-ban engedélyezte a használatát az USA-ban.

## Hatásmód
A légutak, a tüdő és a mellhártya köhögésreceptorain, valamint az agy köhögésközpontján keresztül fejti ki hatását.
A feszültségfüggő nátriumcsatornák(en) sejten belüli részéhez kötődik. Csökkenti a depolarizáció mértékét, növeli az elektromos ingerküszöböt.
A sejt észteráz(en) enzimjei p-aminobenzoesavvá(en) hidrolizálják.

## Mellékhatások, ellenjavallatok
A benzonatát ellenjavallt 10 éves kor alatt.
Gyakori mellékhatások: álmosság, szédülés, émelygés, székrekedés, orrdugulás.
A benzonatán kölcsönhatásba léphet bizonyos antihisztaminokkal (pl. difenhidramin(en)) , görcsoldókkal (pl.  karbamazepin) , alvászavar vagy szorongás elleni szerekkel (pl. alprazolám, diazepám, zolpidem), izomlazítókkal, kábító hatású fájdalomcsillapítókkal (pl. kodein) és bizonyos pszichiátriai gyógyszerekkel (klórpromazin, riszperidon, amitriptilin, trazodon(en)).

## Adagolás
Naponta háromszor legfeljebb 200 mg a betegség súlyosságától függően. Kb. 15–20 percen belül kezd hatni, és a hatása kb. 3–8 órán keresztül tart.
A tablettát egészben kell lenyelni, ellenkező esetben a torokban érzéketlenséget, esetleg komoly allergiás reakciókat válthat ki. Addig nem szabad enni és inni, amíg az érzéketlenség meg nem szűnik.

## Fizikai/kémiai tulajdonságok
Színtelen vagy halványsárga, vízben oldódó olaj.

## Készítmények
A nemzetközi gyógyszerkereskedelemben sokféle készítmény hatóanyaga. Magyarországon nincs forgalomban.